# Sphingonotus fuerteventurae
Sphingonotus fuerteventurae är en insektsart som beskrevs av Husemann 2008. Sphingonotus fuerteventurae ingår i släktet Sphingonotus och familjen gräshoppor. IUCN kategoriserar arten globalt som livskraftig. Inga underarter finns listade i Catalogue of Life.